# Gustavo Piga
Gustavo Piga (Bolzano, 18 febbraio 1964) è un economista italiano.

## Biografia
Nella sua produzione scientifica, particolare attenzione è dedicata ai temi della gestione del debito pubblico, politica monetaria e fiscale, teoria degli appalti.
Si specializza a lungo all'estero, soprattutto negli Stati Uniti. Nel 1996 consegue il PhD in Economia presso la Columbia University. Nel 1997-98 è stato titolare del corso "Accounting and Finance" presso il Department of Economics della Columbia University.
Dal gennaio del 1993 al marzo del 1994 è stato membro del Consiglio degli Esperti presso il Ministero del tesoro, svolgendo opera di consulenza sulla gestione del debito pubblico. 
Dal 2002 al 2005 è stato presidente della Consip. Sotto la sua presidenza prosegue il processo di razionalizzazione della spesa pubblica e di spend management avviato dal Ministero del tesoro nel 2000. Consip, però, bandiva appalti al di fuori della portata delle piccole e medie imprese (PMI), ovvero grandi gare a lotto unico nazionale. Con il decreto del Presidente del Consiglio dei Ministri 325/2004 si ridefinisce l'operatività della Consip che riparte appieno solo con la nomina del nuovo consiglio di amministrazione, nel luglio 2005. Il territorio nazionale viene suddiviso in lotti, risolvendo così il nodo critico della partecipazione alle gare delle PMI.
Nel 2006 Piga è visiting scholar presso la Small Business Administration statunitense.
Dal 2002 al 2017 è stato Direttore Responsabile della Rivista di Politica Economica, dal 1911 il giornale scientifico di economia della Confindustria. 
Dal 2013 al 2016 è stato consigliere di amministrazione di Gala, operatore del mercato elettrico che nel 2014, dopo avere vinto molte gare di Consip e di altre Centrali acquisti, si è visto prima aggiudicare e poi revocare una gara Consip da un miliardo di euro. 
Dal 2017 al 2022 è stato membro del comitato scientifico dell'Ufficio parlamentare di bilancio.
Nel 2018, dopo le elezioni politiche, Piga è nominato da Luigi Di Maio componente di un comitato di 5 esperti incaricato di studiare le possibili convergenze fra il Movimento 5 Stelle e la Lega per Salvini Premier oppure il  PD, in vista del “governo di cambiamento” propugnato in campagna elettorale.
Attualmente è professore ordinario di economia politica presso l'Università degli studi di Roma Tor Vergata, ex direttore del corso di laurea triennale in inglese Global Governance e direttore dei Master di II livello in italiano ed inglese in Procurement Management.

## Attività politica
Nel 2011 fonda e presiede i ‘Viaggiatori in Movimento’, con il cui sostegno si candida alle elezioni europee del 2014 nelle liste di Scelta Europea nel collegio dell’Italia centrale, ottenendo 2.117 voti e non venendo eletto.

## Opere monografiche pubblicate
- Revisiting Keynes, curatore con Lorenzo Pecchi, Boston: MIT Press, 2010
- Approfondimenti di economia politica, Roma: La Sapienza, 1996
- Who's afraid of index-linked bonds?, con Lorenzo Pecchi, Roma: Università degli studi La Sapienza, 1996
- On the sources of the inflationary-bias and output variability, Roma: Università LUISS Guido Carli, 1999
- The link between the size and the management of public debt: the role of bond ownership in the italian case, con Giorgio Valente, Roma: Università LUISS Guido Carli, 1999
- Capital accumulation, productivity and growth: monitoring Italy 2005, con Marco Malgarini, Basingstoke; New York: Palgrave
- Lezioni di microeconomia, Torino: Giappichelli, [2008]
- Budget rules versus budget flexibility : a political equilibrium approach, Roma : Università LUISS, 1994
- EMU and public debt management : one money, one debt?, con Carlo Favero, Alessandro Missale
- The politics of index-linked bonds, con Lorenzo Picchi, Roma : Università LUISS Guido Carli, 1997
- Managing public debt: index-linked bonds in theory and practice, con Marcello De Cecco, Lorenzo Pecchi, Cheltenham, UK; Brookfield, US : Elgar, 1997
- Public debt management in the European monetary union, Roma : Università LUISS Guido Carli, 1999
- Handbook of procurement, curatore con Nicola Dimitri, Giancarlo Spagnolo, Cambridge : Cambridge University Press, c2006
- Regole per il mercato, con Mario Baldassarri, Giampaolo Galli, Milano : Il sole-24 ore, 2002
- L'esternalizzazione dei processi gestionali : l'impatto sulle imprese e le prospettive per il Sistema Italia, con Corrado Cerruti, Riccardo Pacini,  Il Sole 24 ore, c2008
- Approfondimenti di economia politica, Roma : Euroma, stampa 1998
- Understanding the high interest rates on Italian government securities, con Alberto Giovannini, Rome : LUISS University, 1992
- The Italian term structure of interest rates and the government issuance policy, con Giorgio Valente, Roma : LUISS edizioni, c2001
- In search of an independent province for the treasuries : how should governments announce debt issues?, Roma : Università degli studi La Sapienza, 1995
- Esercizi di economia politica; con la collaborazione di Valerio Crispolti, Roma : NIS, 1997
- The economics of public procurement, con Khi V. Thai, Basingstoke; New York : Palgrave Macmillan, 2007
- Il ventunesimo secolo di Keynes. Economia e società per le nuove generazioni, curatore con Lorenzo Pecchi, Roma : LUISS University Press, 2011
- Derivatives in Public Debt Management, ISMA, 2001
- Difendere l'Europa, con Lorenzo Pecchi e Andrea Truppo, Chiare Lettere, 2017.
- L'Interregno-Una terza via per l'Italia e l'Europa, Hoepli, 2020.